# Fedor Holz
Fedor Holz (* 25. Juli 1993 in Saarbrücken) ist ein deutscher Pokerspieler und Unternehmer.
Holz galt während seiner professionellen Pokerkarriere als einer der besten Turnierspieler der Welt. Er hat sich bei Pokerturnieren online über 11,5 Millionen US-Dollar sowie live knapp 40,5 Millionen US-Dollar erspielt und steht damit als bester deutschsprachiger Spieler auf Platz 12 der erfolgreichsten Pokerspieler nach Live-Turnierpreisgeldern. Seine ersten großen Erfolge hatte Holz online, so gewann er 2014 das Main Event der World Championship of Online Poker und stand anschließend insgesamt 3 Wochen auf Platz eins der Onlinepoker-Weltrangliste. 2015 folgte der Aufstieg in die Livepoker-Weltspitze und 2016 der Gewinn eines Bracelets bei der World Series of Poker sowie der Sprung auf Platz eins der Livepoker-Weltrangliste, den er 30 Wochen in Serie hielt. Holz ist damit der einzige Spieler, der sowohl online als auch live die Poker-Weltrangliste anführte. Im Juni 2019 wurde er als einer der 50 besten Spieler der Pokergeschichte genannt. Bei der World Series of Poker Online gewann er 2020 sein zweites Bracelet. Aufgrund seiner Erfolge im jungen Alter trägt er die Spitznamen German Wunderkind, The Young Prince sowie The Prince of Poker.
Seit Ende des Jahres 2016 tritt Holz vorrangig als Unternehmer in Erscheinung. Im Juni 2018 wurde er in die deutsche Forbes 30 Under 30 aufgenommen.

## Kindheit und Ausbildung
Holz wuchs gemeinsam mit seinen Geschwistern bei seiner alleinerziehenden Mutter in der Nähe von Saarbrücken auf. Als Achtjähriger brachte er sich selbst Schach bei. Er besuchte sehr regelmäßig einen örtlichen Schachverein und qualifizierte sich für Deutsche Meisterschaften. In der Schule übersprang Holz, dessen Intelligenzquotient auf 155 beziffert wurde, zwei Klassen und machte, nachdem er später wiederum eine Klasse wiederholt hatte, mit 17 Jahren am Theodor-Heuss-Gymnasium in Sulzbach/Saar sein Abitur. Anschließend begann er an der Universität des Saarlandes ein Studium in Medieninformatik, das er jedoch nach zwei Semestern abbrach. Holz startete daraufhin eine Weltreise und zog 2013 nach Wien in eine Wohngemeinschaft. Mittlerweile lebt er dort in einer eigenen Wohnung. Holz ist mit der Foodbloggerin und Influencerin Annelina Waller liiert.

## Pokerkarriere

### Bis 2013: Anfänge und erster Live-Turniersieg
Holz kam im Alter von 16 Jahren durch zwei enge Freunde zum Poker. Er verbrachte bereits zu Beginn seiner Pokerkarriere viel Zeit damit, sich mit anderen Spielern in Foren auszutauschen und nennt Intensität, Leidenschaft sowie sein Netzwerk als die Schlüssel seines Erfolgs. Das Netzwerk besteht u. a. aus Steffen Sontheimer, Rainer Kempe und Koray Aldemir, die mittlerweile auch zu den erfolgreichsten deutschen Pokerspielern zählen.
Holz nutzt auf der Onlinepoker-Plattform PokerStars den Nickname CrownUpGuy, spielt als BrickAndCRAI bei 888poker und Americas Cardroom, als HannesSpeiser bei Natural8 sowie als ineedcrowns bei PokerStars.FR. Darüber hinaus spielt er auf partypoker und GGPoker unter seinem echten Namen und nutzte bei Full Tilt Poker ebenfalls den Namen BrickAndCRAI. Im September 2012 gewann Holz bei einer Reise ins King’s Resort in Rozvadov sein erstes Live-Preisgeld und besaß nach dem Trip seine erste Bankroll von rund 12.000 Euro. Am 10. Februar 2013 gewann er auf Zypern bei der Lebanese Poker Tour sein erstes größeres Liveturnier und entschied ein Bounty-Event, also ein Turnier, bei dem für jeden ausgeschalteten Spieler ein Extra-Preisgeld ausbezahlt wird, für sich. Mitte Februar 2013 erreichte er erstmals beim Main Event der World Poker Tour (WPT) die Geldränge und belegte in Wien den mit 13.000 Euro dotierten zehnten Platz.
Insgesamt hatte Holz bis zum Jahresende 2013 Live-Turnierpreisgelder von knapp 150.000 US-Dollar aufzuweisen.

### 2014–2015: Weltmeister und Weltranglistenerster im Onlinepoker

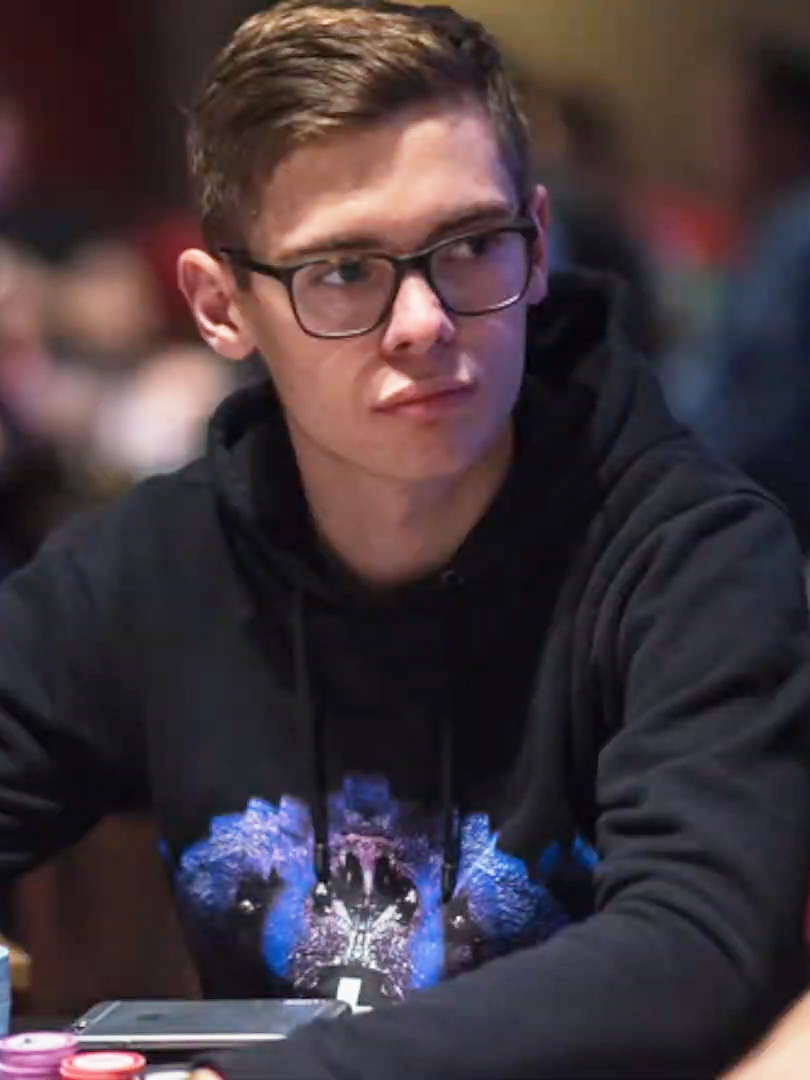
Holz bei der WPT in Wien (2015)

Im August 2014 kam Holz bei der European Poker Tour (EPT) in Barcelona fünfmal ins Geld, dabei war er im Main Event sowie beim High-Roller-Turnier erfolgreich und gewann ein Event in der Variante No Limit Hold’em. Dadurch erspielte er sich in elf Tagen Preisgelder von über 100.000 Euro. Ende September 2014 gewann Holz auf PokerStars das Main Event der World Championship of Online Poker (WCOOP). Für den Sieg beim Hauptturnier der Onlinepoker-Weltmeisterschaft erhielt er aufgrund eines Deals mit fünf anderen Spielern eine Siegprämie von 1,3 Millionen US-Dollar. Vor allem wegen dieser Leistung stand Holz im Dezember 2014 als bisher einziger Deutscher erstmals für eine Woche auf Platz eins des PokerStake-Rankings, das die erfolgreichsten Online-Turnierspieler der Welt auflistet. Im März 2015 setzte er sich erneut für 2 Wochen an die Spitze. Anfang Mai 2015 strich Holz seine bis dahin zwei höchsten Live-Preisgelder bei Super-High-Roller-Events der EPT in Monte-Carlo ein. Dabei erreichte er innerhalb von drei Tagen gleich zwei Finaltische und gewann jeweils rund 330.000 Euro. Im Juni 2015 durfte Holz, der zu diesem Zeitpunkt nun das Mindestalter von 21 Jahren hatte, erstmals an der World Series of Poker (WSOP) im Rio All-Suite Hotel and Casino am Las Vegas Strip teilnehmen und kam viermal ins Geld. Bei der No Limit Hold’em Six Handed Championship belegte er hinter Doug Polk und Byron Kaverman den dritten Platz für knapp 270.000 US-Dollar. Im Main Event erreichte Holz den siebten Turniertag und schied dort als viertbester Deutscher auf dem 25. Platz von ursprünglich 6420 Spielern aus. Diese Leistung brachte ihm weitere 260.000 US-Dollar ein. Auch bei der im Oktober 2015 in Berlin ausgetragenen WSOP Europe erreichte er einen Finaltisch und insgesamt zweimal die Geldränge. Mitte Dezember 2015 gewann Holz das Alpha8-Event der WPT im Hotel Bellagio am Las Vegas Strip mit einer Siegprämie von rund 1,5 Millionen US-Dollar.
Allein im Kalenderjahr 2015 sicherte er sich knapp 3,5 Millionen US-Dollar an Turnierpreisgeldern. In der Rangliste des Global Poker Index Player of the Year belegte Holz als bester Nicht-Amerikaner den fünften Platz. Somit wurde er im Mai 2016 bei den European Poker Awards in Monte-Carlo als Europas Spieler des Jahres 2015 ausgezeichnet.

### 2016: Bracelet und Live-Turnierpreisgelder von über 16MillionenUS-Dollar

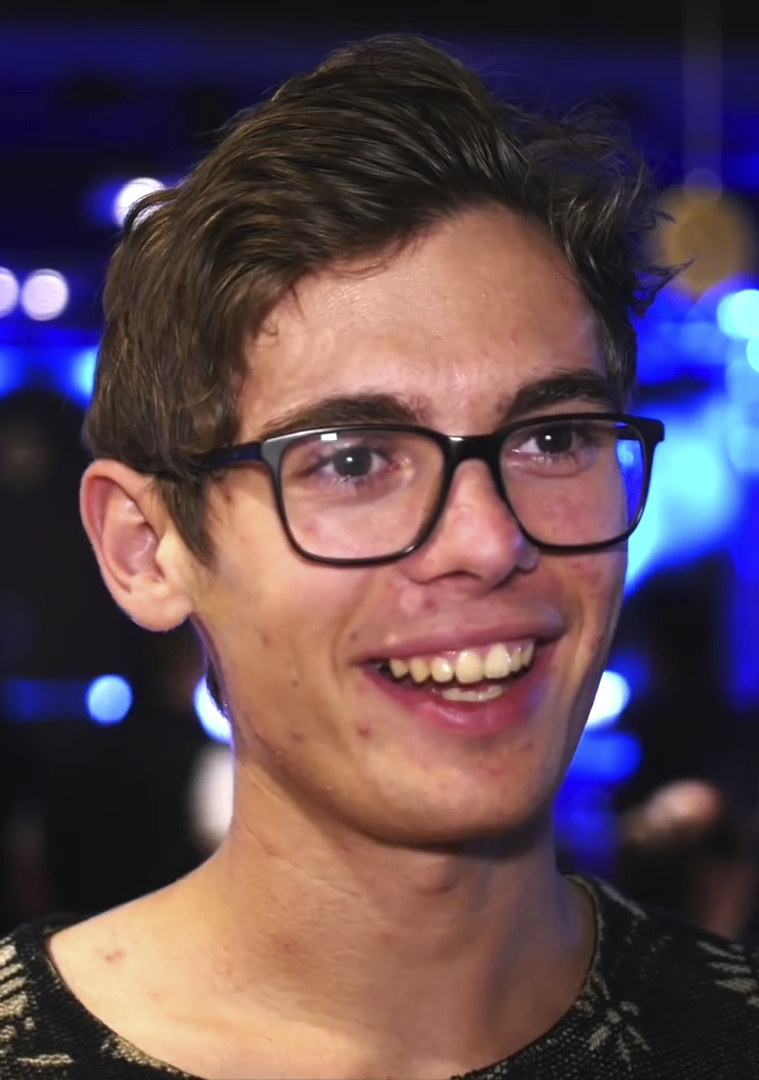
Holz bei der WPT in Wien (2016)

Anfang Januar 2016 gewann Holz das erste Turnier der neu gegründeten Triton Poker Series in Parañaque City auf den Philippinen und sicherte sich eine Siegprämie in Höhe von mehr als 3 Millionen US-Dollar. Auch bei der A$100.000 Challenge der Aussie Millions Poker Championship in Melbourne erreichte er im selben Monat den Finaltisch und beendete das Turnier auf dem sechsten Platz, der mit rund 280.000 Australischen Dollar bezahlt wurde. Anfang Juni 2016 belegte Holz beim Super High Roller Bowl im Aria Resort & Casino am Las Vegas Strip, dem zweitteuersten Pokerturnier 2016, hinter seinem Landsmann Rainer Kempe den zweiten Platz für ein Preisgeld von 3,5 Millionen US-Dollar und gewann an gleicher Stelle in den folgenden 2 Wochen dreimal das Aria High Roller für Preisgelder von mehr als einer Million US-Dollar. Im Juli 2016 gewann Holz das High Roller for One Drop, das mit einem Buy-in von 111.111 US-Dollar teuerste Event der WSOP 2016. Dafür setzte er sich gegen ein Feld von 182 Spielern durch und erhielt ein Bracelet sowie sein bis dahin höchstes Preisgeld von knapp 5 Millionen US-Dollar. Nach diesem Erfolg gab er in einem Interview scherzhaft an, seine Karriere als Profipokerspieler zu beenden, um am nur für Amateurspieler zugänglichen Big One for One Drop Extravaganza mit einem Buy-in von einer Million Euro teilzunehmen. Tatsächlich trat Holz anschließend deutlich kürzer mit Poker und ist seitdem seltener bei Live-Turnieren zu sehen. Laut eigener Aussage möchte er lediglich drei bis vier Turniere im Jahr spielen. Im August 2016 war Holz für das Super-High-Roller-Event der EPT in Barcelona und setzte sich dort gegen 77 andere Spieler für eine Siegprämie von 1,3 Millionen Euro durch. Mitte September 2016 belegte er beim Super-High-Roller-Event der WCOOP 2016, dem mit einem Buy-in von 102.000 US-Dollar – gemeinsam mit dem Super High Roller Bowl Online im Juni 2020 auf partypoker – bisher teuersten Online-Pokerturnier weltweit, hinter seinem Landsmann Benjamin „bencb789“ Rolle den zweiten Platz und erhielt aufgrund eines Deals mit ihm ein Preisgeld von über einer Million US-Dollar. Im Vorfeld des Finaltischs zum Main Event der WSOP 2016, der ab Ende Oktober 2016 gespielt wurde, stand Holz dem belgischen Pokerspieler Kenny Hallaert, der den sechsten Platz belegte, als Coach zur Seite.
Insgesamt erspielte sich Holz 2016 Turnierpreisgelder von über 16 Millionen US-Dollar, so viel wie kein anderer Spieler. Er befand sich ab März 2016 unter den Top 10 der Livepoker-Weltrangliste und führte diese ab dem 15. Juni 2016 an. Damit ist Holz der einzige Spieler, der sowohl die Livepoker- als auch die Onlinepoker-Weltrangliste anführte. Mit 23 Wochen in Folge an der Spitze verbesserte er damit am 16. November 2016 den vorherigen Rekord von Steve O’Dwyer, der mittlerweile von Alex Foxen gehalten wird. Am 11. Januar 2017 wurde Holz nach 30 Wochen in Serie von David Peters verdrängt. Das Ranking des Global Poker Index Player of the Year führte Holz ebenfalls lange an und wurde erst Ende Dezember 2016 von Peters auf den zweiten Platz verwiesen. Darüber hinaus spielte Holz von April bis November 2016 als Teil von LA Sunset in der Global Poker League und kam mit seinem Team bis in die Playoffs.

### 2017–2018: Hochdotierte Turnierergebnisse

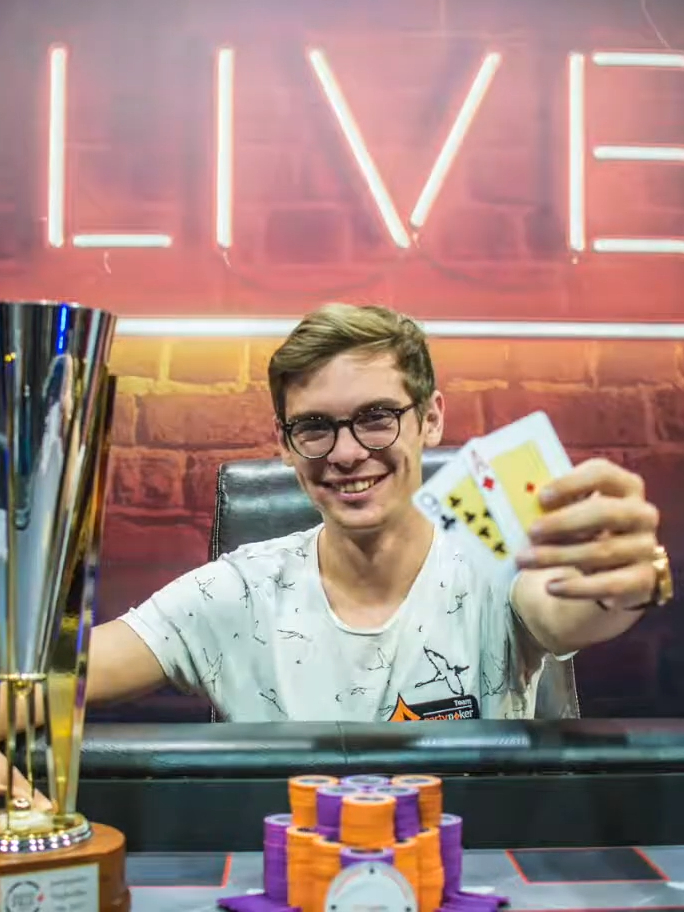
Holz nach seinem Sieg beim Turbo High Roller des partypoker Grand Prix Austria in Wien (2017)

Ende Januar 2017 erreichte Holz bei den Aussie Millions zwei Finaltische: Beim Main Event belegte er den mit 335.000 Australischen Dollar dotierten fünften Platz, die A$100.000 Challenge beendete er als Dritter für weitere 350.000 Australische Dollar. Beim Super-High-Roller-Event der PokerStars Championship (PSC) in Macau landete Holz Anfang April 2017 hinter Steve O’Dwyer auf dem zweiten Platz für umgerechnet mehr als 850.000 US-Dollar. Im selben Monat organisierte Holz gemeinsam mit dem Pokertrainer und Team PokerStars Pro Felix „xflixx“ Schneiders das CPT-LA Online, ein Charityturnier auf PokerStars, dessen Einnahmen der Stiftung „von Herzen zu Herzen“ zugutekamen. Die 293 Teilnehmer generierten Spenden von mehr als 6400 Euro. Ende April 2017 wurde Holz beim Eight Max Shot Clock der PSC in Monte-Carlo Vierter für rund 320.000 Euro und gewann an gleicher Stelle nur wenige Tage später das Hyper Turbo Eight Max  für knapp 60.000 Euro. Ende Mai 2017 spielte er den Super High Roller Bowl im Aria Resort & Casino, für den er sich bereits im Februar 2017 einen Platz gesichert hatte. Beim mit 300.000 US-Dollar Buy-in teuersten Pokerturnier des Jahres schied er am zweiten Turniertag in einer Hand gegen Kevin Hart aus. Am 30. und 31. Mai 2017 gewann Holz zweimal in Folge das Aria Super High Roller und sicherte sich damit knapp 750.000 US-Dollar. Mitte Juli 2017 siegte er auch beim Eröffnungsturnier der Triton Poker Series im montenegrinischen Budva und erhielt eine Siegprämie von umgerechnet knapp 450.000 US-Dollar. Anfang September 2017 wurde Holz Werbeträger der Plattform partypoker, von der er anschließend bis 2019 gesponsert wurde. Mitte September 2017 war er für die erste Austragung der Poker Masters im Aria Resort & Casino am Las Vegas Strip, bei der er jedes der fünf Turniere spielte. Beim zweiten Event der Serie belegte er hinter Steffen Sontheimer den zweiten Platz für 550.000 US-Dollar. Damit überholte Holz, der zu diesem Zeitpunkt Turniergewinne von knapp 24 Millionen US-Dollar aufweisen konnte, Phil Ivey in der All Time Money List. Beim fünften Event wurde Holz hinter seinen Landsmännern Sontheimer und Christian Christner Dritter für 504.000 US-Dollar. Mit Preisgeldern von mehr als einer Million US-Dollar belegte er den dritten Platz beim Rennen um das Poker Masters Purple Jacket™. Mitte Oktober 2017 belegte Holz beim Main Event der Triton Series in Macau hinter John Juanda den zweiten Platz für umgerechnet mehr als 2 Millionen US-Dollar. Insgesamt lagen Holz’ Turniergewinne im Jahr 2017 bei knapp 6,5 Millionen US-Dollar.
Anfang 2018 spielte Holz bei mehreren Super-High-Roller-Events der Live-Turnierserie seines damaligen Sponsors partypoker und kaufte sich im März 2018 siebenmal, so oft wie kein anderer Spieler, in den Super High Roller Bowl China in Macau ein. Für den Super High Roller Bowl Ende Mai 2018 am Las Vegas Strip konnte Holz bei der Spielerlotterie am 21. März 2018 keinen Platz ergattern und wurde anschließend von den Veranstaltern als sogenannter „VIP-Spieler“ nachnominiert. Holz schied am zweiten Turniertag in einem großen Pot gegen den späteren Sieger Justin Bonomo aus. Bei der WSOP 2018 belegte Holz beim 100.000 US-Dollar teuren High-Roller-Event den neunten Platz für knapp 250.000 US-Dollar Preisgeld. Das teuerste Event auf dem Turnierplan, das Big One for One Drop mit einem Buy-in von einer Million US-Dollar, spielte er ebenfalls. Dort erreichte Holz den Finaltisch und wurde Zweiter für sein bisher höchstes Preisgeld von 6 Millionen US-Dollar, das ihn an Antonio Esfandiari und Daniel Colman vorbei auf Platz vier der All Time Money List springen ließ. Mitte November 2018 erzielte Holz bei einem Turnier der partypoker Caribbean Poker Party auf den Bahamas seine bis dato letzte Live-Geldplatzierung. Beim Super High Roller Bowl V, der Mitte Dezember 2018 im Aria Resort & Casino ausgespielt wurde, erreichte er den zweiten Turniertag und schied dort in einer Hand gegen Daniel Negreanu aus. Insgesamt erspielte sich Holz im Jahr 2018 Turnierpreisgelder von mehr als 6 Millionen US-Dollar.

### Seit 2019: Seltene Live-Auftritte und zweites Bracelet bei der WSOP Online
Im Rahmen der 50. Austragung der World Series of Poker wurde Holz im Juni 2019 als einer der 50 besten Spieler der Pokergeschichte genannt. Anfang August 2019 spielte er das Triton Million for Charity in London, das mit seinem Buy-in von einer Million Britischen Pfund das bisher teuerste Pokerturnier weltweit war. Er schied am ersten Turniertag in einer Hand gegen Dan Smith aus. Seit Mai 2020 ist er Markenbotschafter des Onlinepokerraums GGPoker. Bei der aufgrund der COVID-19-Pandemie dort von Juli bis September 2020 ausgespielten World Series of Poker Online erzielte Holz vier Geldplatzierungen. Dabei setzte er sich bei einem 25.000 US-Dollar teuren Heads-Up-Event nacheinander gegen Lucas Greenwood, Anton Morgenstern, Robert Flink, George Wolff, Justin Bonomo, Sergi Reixach sowie im Finale gegen Brunno Botteon durch und gewann sein zweites Bracelet sowie den Hauptpreis von knapp 1,1 Millionen US-Dollar.
Im März 2021 lieferte sich Holz auf dem Onlinepokerraum GGPoker unter dem Namen „Face-off Challenge“ vier Heads-Up-Duelle mit dem polnischen Pokerspieler Wiktor „limitless“ Malinowski. Er gewann die Challenge mit einem Profit von rund 90.000 US-Dollar. Bei der WSOP 2021 erzielte der Deutsche erstmals seit über drei Jahren wieder eine Geldplatzierung bei einem Live-Turnier und beendete das 100.000 US-Dollar teure High Roller auf dem mit knapp 170.000 US-Dollar dotierten zehnten Rang. Im Mai 2022 folgten zwei Geldplatzierungen bei der Triton Series in Madrid, die ihm mehr als 670.000 Euro einbrachten. Beim Coin Rivet Invitational der Triton Series im nordzyprischen Kyrenia, einem Einladungsturnier mit einem Buy-in von 210.000 US-Dollar, belegte Holz im September 2022 den mit 2,1 Millionen US-Dollar dotierten vierten Rang. Im Januar 2023 spielte er beim PokerStars Caribbean Adventure auf den Bahamas. Als drittbester Deutscher belegte er den mit über 120.000 US-Dollar bezahlten 21. Platz der PokerStars Players Championship, zum Abschluss der Turnierserie wurde er bei einem Super High Roller Zweiter und sicherte sich mehr als eine Million US-Dollar. Bei der Triton Series in Hội An erzielte Holz im März 2023 eine Geldplatzierung und belegte den mit knapp einer Million US-Dollar dotierten fünften Platz im Main Event. Ende Juli 2023 gewann er in London ein Event der Triton Series, das aufgrund eines Deals mit Chris Brewer mit über 600.000 US-Dollar dotiert war.

### Live-Preisgeldübersicht
Holz steht mit erspielten Turnierpreisgeldern von knapp 40,5 Millionen US-Dollar auf Platz 12 der erfolgreichsten Pokerspieler nach Turnierpreisgeldern, wobei er in dieser Rangliste zeitweise auf dem vierten Platz lag. Er ist seit Anfang Juni 2016 der nach Turnierpreisgeldern erfolgreichste deutschsprachige Spieler. Im Januar 2017 löste er mit Preisgeldern von über 20 Millionen US-Dollar Sam Trickett als erfolgreichsten europäischen Pokerspieler ab und hielt diese Position bis Dezember 2019, ehe Stephen Chidwick an ihm vorbei zog.
| Jahr      | Preisgeld (in $) | Turniersiege |
| --------- | ---------------- | ------------ |
| 2012      | 19.288           | 0            |
| 2013      | 123.231          | 1            |
| 2014      | 202.142          | 2            |
| 2015      | 3.492.364        | 2            |
| 2016      | 16.093.401       | 6            |
| 2017      | 6.380.187        | 5            |
| 2018      | 6.245.765        | 0            |
| 2019–2020 | 0                | 0            |
| 2021      | 167.869          | 0            |
| 2022      | 3.579.043        | 0            |
| 2023      | 4.049.912        | 2            |
| 2024      | 0                | 0            |
| gesamt    | 40.353.202       | 18           |

### Braceletübersicht
Holz kam bei der WSOP 26-mal ins Geld und gewann zwei Bracelets:
| Jahr   | Buy-in (in $) | Turnier                                     | Teilnehmer | Preisgeld (in $) |
| ------ | ------------- | ------------------------------------------- | ---------- | ---------------- |
| 2016 O | 111.111       | High Roller for One Drop – No-Limit Hold’em | 183        | 4.981.775        |
| 2020 O | 025.000       | GGPoker.com – Heads Up NLHE                 | 127        | 1.077.025        |

## Unternehmer
Holz ist CEO des Ende 2016 gegründeten Unternehmens Primed, das seinen Sitz im Wiener Gemeindebezirk Innere Stadt hat. Die Firma brachte Ende Mai 2017 ihr erstes Projekt, die App Primed Mind, auf den Markt. Der Inhalt der App stammt von Mentaltrainer Elliot Roe und soll die Nutzer bei der Umsetzung von persönlichen Zielen unterstützen. Holz arbeitet eng mit Roe zusammen, von dessen Coaching auch Scott Blumstein vor seinem WSOP-Finaltisch Mitte Juli 2017 profitierte. Blumstein gewann das Main Event der WSOP 2017 und trug am Finaltisch einen Aufdruck mit dem Logo von Primed Mind. Am 24. September 2017 stellte Holz sein Unternehmen auf der in München stattfindenden Gründerkonferenz Bits & Pretzels vor. Für November 2018 war die Veröffentlichung der App Primed Kids geplant, mit der Kinder im Alter von vier bis acht Jahren Englisch lernen können.
Im Juni 2018 wurde er von der Zeitschrift Forbes in die deutsche 30 Under 30 aufgenommen.
Im Juli 2018 gründete Holz zusammen mit einigen anderen Pokerspielern wie Stefan Schillhabel und Steffen Sontheimer ein E-Sport-Team namens No Limit Gaming. Ziel des Projekts ist es, Erfolge und Erfahrungen aus dem Poker auf den E-Sport-Sektor zu übertragen.
Am 31. Mai 2019 eröffnete er gemeinsam mit dem österreichischen Pokerspieler Matthias Eibinger die Website Pokercode.com, auf der sie einen Pokerkurs zur Verbesserung des eigenen Pokerspiels vertreiben.

## Öffentliche Auftritte
Im Juli 2019 war Holz in Joko Winterscheidts Podcast Alle Wege führen nach Ruhm zu hören. Am 24. Oktober 2019 war er in der von Jan Böhmermann moderierten Late-Night-Show Neo Magazin Royale zu Gast. Zudem war er am 22. August 2021 im Online-Marketing-Rockstars-Podcast bei Philipp Westermeyer zu Gast. Darüber hinaus erschien im März 2022 eine 17-minütige Reportage des Funk-Formats follow me.reports über den Deutschen. Auch der hr begleitete ihn im Sommer 2022 und porträtierte seinen Werdegang in einer Episode der Serie Money Maker, die über die ARD Mediathek abrufbar ist sowie am 2. November 2022 im Ersten ausgestrahlt wurde.